# Uma Pedra no Bolso
Uma Pedra no Bolso é um filme português de 1988, realizado por Joaquim Pinto, com a participação de Inês de Medeiros, Isabel de Castro e Bruno Leite.

## Elenco[1]
- Inês de Medeiros – Luísa
- Isabel de Castro – Maria
- Bruno Leite – Miguel
- Manuel Lobão – João
- Eduarda Chiote – Sra Cândida
- Luís Miguel Cintra – Dr. Fernando
- João Pedro Bénard – Condutor do camião
- Pedro Hestnes – voz